# حکمرانی زیست‌محیطی
حکمرانی زیست‌محیطی یا حاکمیت زیست‌محیطی (به انگلیسی: Environmental governance)، مفهومی در بوم‌شناسی سیاسی و سیاست زیست‌محیطی است که از پایداری (توسعه پایدار) به‌عنوان مهمترین ملاحظه برای مدیریت کلیه فعالیت‌های انسانی - سیاسی، اجتماعی و اقتصادی حمایت می‌کند. حکمرانی شامل دولت، تجارت و جامعه مدنی است و بر مدیریت یکپارچهٔ سیستم تأکید دارد. برای به دست آوردن این طیف متنوع از عناصر، حکمرانی زیست‌محیطی اغلب از سیستم‌های جایگزین حکمرانی استفاده می‌کند، برای مثال مدیریت مبتنی بر حوضه.
حکمرانی زیست‌محیطی، منابع طبیعی و محیط زیست را به عنوان کالاهای عمومی جهانی، متعلق به دسته کالاهایی می‌داند که وقتی به اشتراک گذاشته می‌شوند، کاهش نمی‌یابد. این بدان معناست که همه از مثلاً جو قابل تنفس، آب و هوای پایدار و تنوع زیستی پایدار بهره‌مند می‌شوند.
کالاهای عمومی غیرقابل رقابت هستند. وقتی کسی از یک منبع طبیعی لذت می‌برد آن منبع هم‌چنان می‌تواند مورد استفاده دیگران نیز قرار گیرد. این موضوع امر غیرقابل انکاری است. به عنوان مثال این غیرممکن است که استفاده از هوا برای تنفس توسط کس دیگر ممنوع گردد. کالاهای عمومی به عنوان داده‌های طبیعی سودمند و دارای ارزش عمومی هستند. به همین علت است که مفهوم یک کالای عمومی جهانی با تمایزی کوچک آشکار می‌گردد، چرا که نیازهایی را در بر می‌گیرد که نباید توسط یک شخص یا دولت از بین برود.
ویژگی غیرقابل رقابت چنین کالاهایی مستلزم داشتن یک رویکرد مدیریتی به آنهاست که فعالان دولتی و خصوصی را از آسیب رساندن به آنها محدود می‌سازد. یک روش این است که به منبع یک ارزش اقتصادی داده شود. آب در این خصوص یک نمونه خوب است.

## تعاریف
حاکمیت زیست‌محیطی به کنش و واکنش‌های تصمیم‌گیری درمورد کنترل و مدیریت محیط زیست و منابع طبیعی می‌پردازد. اتحادیه بین‌المللی حفاظت از طبیعت، حاکمیت زیست‌محیطی را به عنوان تعاملات چند گانه به مفهوم محلی، ملی، بین‌المللی در بین سه فاکتور اصلی، یعنی ایالت، بازار و جامعه مدنی، تعریف می‌کند. این پارامترهای مختلف جامعه، که در تعامل با یکدیگر قرار دارند، چه به شیوه‌های رسمی و چه غیررسمی در تدوین و اجرای سیاست‌ها، آنهم در پاسخ به خواسته‌های مربوط به محیط زیست و رویه‌های محدود به قوانین جامعه، فرایندها و رفتارهای پذیرفته شده و گسترده، ویژگی‌های مربوط به «حکمرانی خوب زیست‌محیطی» به منظور دستیابی به توسعه پایدار زیست‌محیطی را تشکیل می‌دهند.

## مسائل زیست‌محیطی
رشد اقتصادی-چشم‌انداز توسعه اقتصادی که در اغلب کشورها و موسسات بین‌المللی وجود دارد، برای رشد اقتصادی شتاب بیشتری به خود می‌گیرد. از طرف دیگر اقتصاددانان زیست‌محیطی، به همبستگی نزدیک بین رشد اقتصادی و تخریب محیط زیست اشاره کرده و آنرا لازمه رشد اقتصادی استدلال می‌کنند.
حکمرانی دولتی
دولت‌ها نقش مهمی در اداره محیط زیست ایفا می‌کنند، زیرا هر چقدر روند ادغام اقتصادی بین‌المللی آهسته یا سریع پیش برود، اقتدار سیاسی همچنان در اختیار دولت‌ها است. به‌همین دلیل است که دولت‌ها باید به تعهد اجرای توافقنامه‌های بین‌المللی احترام گذاشته و از آن حمایت کنند. در نتیجه، در دو دهه گذشته شاهد تغییرات بزرگی به سمت توسعه پایدار به عنوان جایگزینی برای اقتصاد لیبرال بوده‌ایم. در جنبش جهانی‌شدن کسانی هستند که به این تغییر اعتقاد دارند آن‌هم بدون از دست دادن کارایی اجتماعی یا پایین آمدن کیفیت زندگی.
حکمرانی جهانی
در سطح جهانی، بازیگران مهمی در اداره و مدیریت محیط زیست مشارکت دارند. آنها کسانی هستند که طیف وسیعی از نهادهای مختلف را تشکیل می‌دهند و به شیوه مدیریت جهانی محیط زیست کمک می‌کنند. تفکر مدیریت جهانی محیط زیست عبارت است از اداره کردن محیط زیست جهانی از طریق طیفی از کشورها و فعالان مربوط به سازمانهای مردم نهاد و غیردولتی و دیگر سازمانهای بین‌المللی مانند برنامه محیط زیست سازمان ملل متحد. نظارت بر محیط زیست جهانی، پاسخی است به درخواست‌ها برای اشکال جدیدی ازحکومت، آنهم به دلیل افزایش پیچیدگی‌های مربوط به دستور کار بین‌المللی در این خصوص. به نظر می‌رسد که شکل مؤثری از مدیریت چندجانبه و ضروری برای جامعه بین‌المللی در امر کاهش و تغییر احتمالی تأثیرات محیط زیست جهانی بوجود آمده‌است، اما با این‌حال، تعریف دقیقی برای حاکمیت زیست‌محیطی جهانی هنوز مبهم است و مسائل زیادی پیرامون آن وجود دارد. الیوت ادعا می‌کند که نهادها و سازمان‌ها چیزی بیشتر از واقعیت حاکمیت جهانی را به ما نشان می‌دهند.

## مسائل مربوط به حاکمیت زیست‌محیطی

### فرسودگی خاک
زوال خاک و زمین ظرفیت آن را برای جذب، ذخیره و بازیافت آب، انرژی و غذا کاهش می‌دهد. ائتلاف گروه‌های ۲۱ راه‌حل‌های زیر را پیشنهاد کرده‌است:
- احیای خاک به عنوان بخشی از آموزش مرسوم عمومی
- مشارکت همه دست اندکاران ذی‌نفع، از جمله مقامات و سیاست‌گذاران، تولیدکنندگان و بهره‌وران از زمین، جامعه علمی و جامعه شهری برای مدیریت و اجرای قوانین و مقررات
- ایجاد مجموعه‌ای از قوانین الزام‌آور مانند کنوانسیون بین‌المللی
- ایجاد مکانیسم‌ها و مشوق‌هایی برای تسهیل تغییر و تحولات
- گردآوری و به اشتراک گذاشتن دانستنی‌های مربوطه
- بسیج مالی ملی و بین‌المللی

### آب
گزارش توسعه بین‌المللی آب سازمان ملل متحد در سال ۲۰۰۳ مدعی شد که میزان آب موجود در بیست سال آینده ۳۰ درصد رکود خواهد داشت. در این گزارش آمده‌است که در سال ۱۹۹۸، ۲/۲ میلیون نفر بر اثر انواع بیماری‌های اسهال فوت کردند. در سال ۲۰۰۴، مؤسسه خیریه واتراید (WaterAid) انگلستان گزارش داد که در هر ۱۵ ثانیه یک کودک بر اثر بیماری‌های مرتبط با آب می‌میرند.
طبق معاهده ۲۱ «کلیه سلسله مراتب مدیریت تأمین آب ضروری، از استقلال کامل برخوردار هستند. حوضه‌های آبریز باید به‌طور منسجم نیازهای آبیاری و نیازهای شهرها را لحاظ کنند آنهم مشترکاً و نه به‌ طور منفصل از همدیگر مانند وضعیتی که فعلاً وجود دارد. حاکمیت بر منابع آب باید به‌طور اصولی و ثابت در مسیر توسعه سمت وسو داده شود.»

### لایه اوزون
در ۱۶ سپتامبر ۱۹۸۷ مجمع عمومی سازمان ملل متحد پروتکل مونترال را جهت رسیدگی به کاهش لایه ازون امضا کرد. از آن زمان، استفاده از کلروفلوئوروکربن به عنوان سردکننده‌های صنعتی و ذرات معلق در هوا و آفت‌کش‌های کشاورزی مانند متیل‌بروماید اغلب حذف شده‌اند، اگرچه گازهای مخرب دیگر نیز هنوز مورد استفاده قرار می‌گیرند.

### خطر هسته‌ای
پیمان عدم تکثیر سلاح‌های هسته‌ای اولین توافق چندجانبه حاکم بر فعالیت‌های هسته‌ای است.

### ارگانیسم‌های تغییر یافته ژنتیکی
ارگانیسم‌های اصلاح‌شده ژنتیکی موضوع هیچ توافق‌نامه چندجانبه مهمی نیستند. آنها در سایر سطوح حکومتی با محدودیت‌های مختلفی روبرو هستند. محصولات اصلاح‌شده در ایالات متحده کاربرد گسترده‌ای دارند، اما در بسیاری از حوزه‌های قضایی دیگر به شدت محدود شده‌اند.

### اصل احتیاطی
اصل احتیاط با نگرش احتیاطی به موضوع، این را بیان می‌کند که اگر یک اقدام یا سیاست، مشکوک به آسیب زدن به مردم یا محیط زیست وجود داشته باشد، در فقدان یک توافق جمعی مسئولیت اثبات اینکه این اقدام مضر نیست بر عهده اقدام‌کنندگان است. تا سال ۲۰۱۳، این موضوع بر اساس توافقات چندجانبه و مهم نبود. اگر این احتمال وجود داشته باشد که اقدام پیشنهادی ممکن است به جامعه یا محیط زیست آسیب برساند، اصل احتیاط اجرا می‌شود؛ بنابراین، دست‌اندرکاران طرح اقدام پیشنهادی باید شواهدی ارائه کنند که برای مردم و محیط زیست مضر نباشد، حتی اگر کارشناسان باور نکنند که این کار باعث آسیب می‌شود. این بر عهده سیاست‌گذاران است که در صورت وجود خطر، حتی بدون هیچ مدرک علمی معتبر، تصمیم بهتر را اتخاذ کنند. با این حال انجام اقدامات پیشگیرانه همچنان به این معنی است که یک عامل اجتماعی یا اقتصادی در این رابطه وجود داشته. که اگر هزینه طرح مربوطه جزیی تلقی می‌شد، بدون اجرای اصل احتیاط اقدام می‌گرفت. اما در بیشتر موارد وقتی این هزینه نادیده گرفته می‌شود، این موضوع می‌تواند منجر به عواقب مضری گردد. امری که بیشتر در مورد صنایع و دانشمندانی صدق می‌کند که در درجه اول نگران منافع خود هستند.

### درگیری‌های اجتماعی و زیست‌محیطی
مسائل زیست‌محیطی مانند مدیریت منابع طبیعی و تغییرات اقلیمی نکات امنیتی و اجتماعی دارند. برای مثال، کمبود آب آشامیدنی و تغییرات آب و هوایی می‌توانند باعث مهاجرت جمعی پناهندگان اقلیمی گردد. برای درک چگونگی همکاری و اختلاف دست‌اندرکاران مختلف در حاکمیت زیست‌محیطی از تفسیر و تحلیل شبکه‌های اجتماعی استفاده شده‌است. روابط موجود می‌تواند بر نحوه همکاری مشارکت‌کنندگان در زمان درگیری تأثیر بگذارد. مطالعه برنامه‌ریزی در مورد حمل و نقل و استفاده از زمین در کالیفرنیا نشان می‌دهد که مشارکت‌کنندگان شرکای مشترک خود را نه از کسانی که عقاید دیگری دارند، بلکه شرکایی با عقاید مشترک را انتخاب می‌کنند. در نتیجه احتمالاً بیشتر با کسانی همکاری می‌کنند که با آنها دارای دیدگاه‌های مشترک هستند.